# Tarasnitze

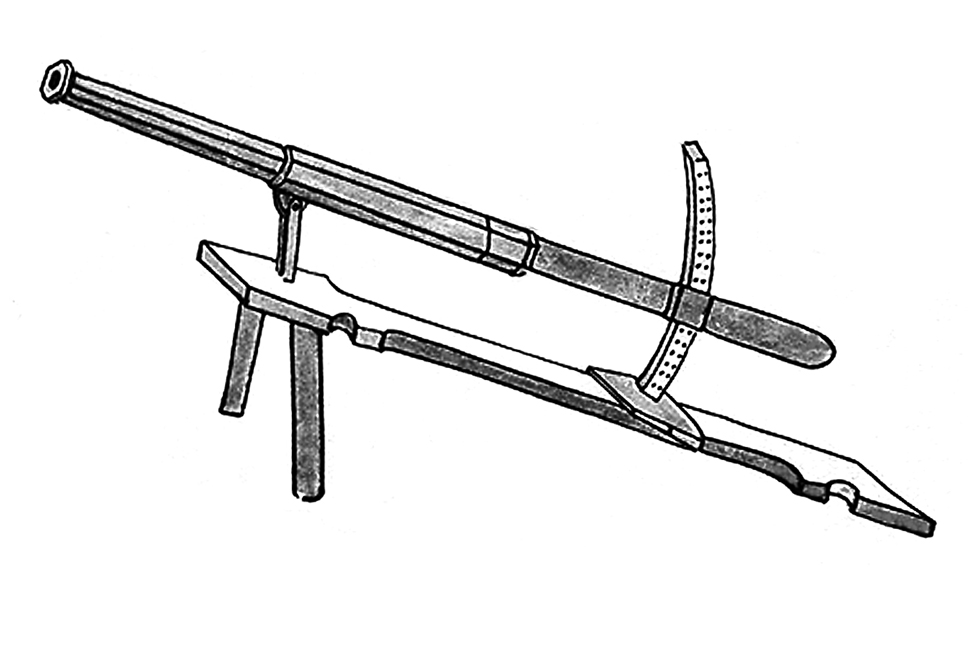
Tarasnitze

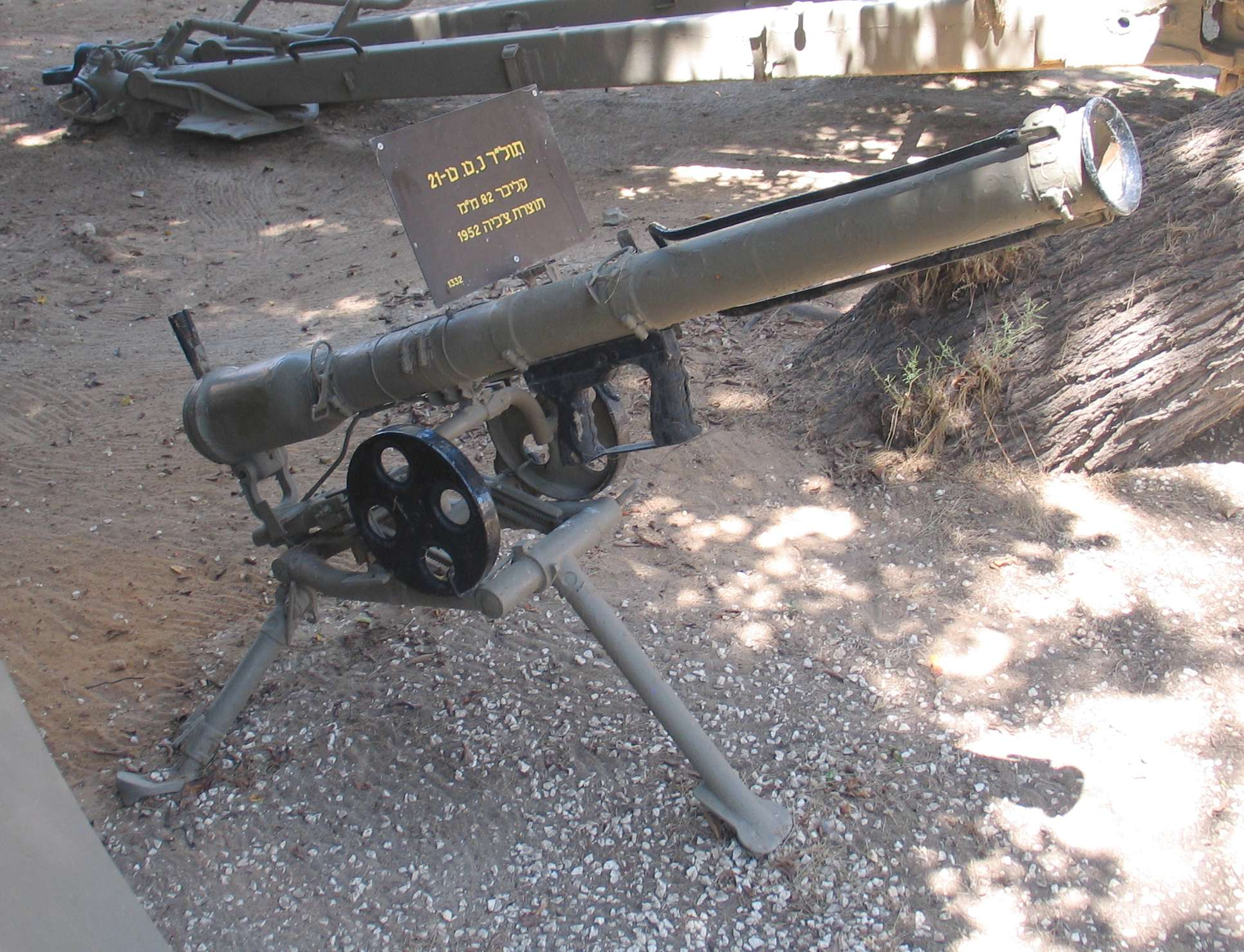
Tarasnice T-21 82-mm

Die Tarasnitze (tschechisch Tarasnice) oder „Terrabüchse“ war ein leichtes Geschütz, das gemeinsam mit der schwereren Haubitze in den Hussitenkriegen zur Verteidigung der hussitischen Wagenburg („Tabor“) verwendet wurde. Sie wurde zur Tarrasbüchse weiterentwickelt.
Die Tarasnitze war ein sehr einfach konstruiertes, übergroßes Handfeuerrohr, das auf einer einfachen Holzlafette montiert war. Sie hatte ein Kaliber von 5 bis 10 cm und eine wirksame Schussweite von 250 bis 300 m. Sie wurde mit ihrer flachen Schusslinie zum direkten Beschuss des Feindes eingesetzt, während die Haufnitze oder „Haubitze“ auch zum Steilfeuer ähnlich einem Mörser verwendet werden und aus dem Inneren der Wagenburg heraus wirken konnte.